# Generalstabsveterinär (Wehrmacht)
Generalstabsveterinär (dobesedno nemško Generalštabniveterinar) je bil najvišji specialistični častniški čin za pripadnike Veterinarskega častniškega korpusa Wehrmachta, ki pa je bil nasleden preko Reichswehra od Kaiserliche Heera. Ustrezal je činu generalporočnika.
Nadrejen je bil činu Generalveterinärja.

## Oznaka čina
Oznaka čina, ki je bila enaka kot za preostale, razen da je bila podlaga oz. obroba karminske barve in da so na naramenski oznaki imeli še oznako kače, je bila sestavljena iz:
- naovratna oznaka čina (t. i. Litzen) je bila enaka za vse častnike in sicer stiliziran hrastov list z dvema paroma listnih žil na rdeči podlagi;
- naramenska oznaka čina je bila sestavljena iz štirih prepletenih (zlatih in belih) vrvic in ene zvezdice, ki so bile pritrjene na rdečo podlago;
- narokavna oznaka čina (na zgornjem delu rokava) za maskirno uniformo je bila sestavljena iz ene zlate črte in enega para stiliziranih hrastovih listov na črni podlagi.

Galerija
- Naovratna oznaka čina
- Narokavna oznaka čina